# Order of the Golden Age
Order of the Golden Age var ett internationellt djurrättssällskap med religiös och teosofisk tyngdpunkt som existerade mellan 1896 och 1959.
Höjden av deras inflytande kom i samband med "Food Reform"-rörelsen i Storbritannien under 1900-talets första två årtionden, då deras tidskrift The Herald of the Golden Age publicerades fram till 1918. Sällskapet hävdade att de övertalat påven Pius X att bli vegetarian 1907. Sällskapet omlokaliserades till Sydafrika 1938 då den officiella grundaren Sidney Hartnoll Beard avlidit och föll i glömska i den vegetarianska rörelsen fram till 2000-talet. 2007 kom OGA:s första omnämnande i en modern historiebok om den vegetarianska rörelsen.